# Vodní věž (Petržalka)
Vodní věž v Petržalce je vodojem, který se nachází na petržalském břehu Dunaje, u Starého mostu na Tyršově nábřeží. Je vysoká přibližně 20 metrů a spolu s domkem sloužícím k její obsluze se nachází v areálu divadla Aréna.
Objekt je od 15. října 2004 národní kulturní památkou zapsanou v Ústředním seznamu památkové fondu pod číslem 652/2.

## Historie
Vodní věž byla postavena několik let předtím, než bylo založeno divadlo Aréna (1828). Vodojem sloužil k zásobování divadla vodou v době, kdy ještě nebyl vybudován městský vodovod. Ten se začal v Bratislavě stavět až koncem 19. století a v Petržalce dokonce ještě později.

## Současnost
Dnes je věž, jakož i dům v zanedbaném stavu. Objekty i pozemek, na kterých stojí, patří bratislavskému samosprávnému kraji. Spolu s divadlem byly stavby prohlášeny za národní kulturní památky.